# Desulfovirgula
Desulfovirgula ist eine Gattung sulfatreduzierender, anaerober, endosporenbildender, grampositiver, thermophiler, beweglicher (motiler), stäbchenförmiger Bakterien, die aus einem Untertage-Bergwerk in einem Gebiet Japans isoliert wurden, das durch hohe geothermische Aktivität gekennzeichnet ist.
Die einzige bislang (Stand 20. Dezember 2021) beschriebene Art (Biologie) (Spezies) und damit Holotyp der Gattung ist Desulfovirgula thermocuniculi Kaksonen et al. 2007,
abgesehen von einer noch unbenannten vorgeschlagenen Spezies Desulfovirgula sp. SCGC AD-154-K21.
Gattung und Typusspezies haben in Geothermalgebieten weltweite Verbreitung.
Zu den Elektronenakzeptoren, die dieser Organismus nutzen kann, gehören Sulfat, Sulfit, Thiosulfat und elementarer Schwefel, während Wasserstoff (H2) in Anwesenheit von Kohlendioxid (CO2) und Carbonsäuren als Elektronendonatoren genutzt werden können.